# Dundocharax bidentatus
Genre
Espèce
Dundocharax bidentatus, unique représentant du genre Dundocharax, est une espèce de poissons d'eau douce de la famille des Distichodontidae (ordre des Characiformes).

## Répartition
Dundocharax bidentatus est endémique de l'Angola où ce poisson ne se rencontre que dans un cours d'eau, affluent de la Tshikapa, nommé Lucoge.

## Description
Dundocharax bidentatus mesure au maximum 19 mm, queue non comprise.

## Systématique
Le nom valide complet (avec auteur) de ce taxon est Dundocharax bidentatus Poll, 1967.
Dundocharax bidentatus a pour synonyme :
- Neolebias bidentatus (Poll, 1967)

## Étymologie
L'étymologie du nom générique Dundocharax n'est pas confirmée. Il pourrait s'agir d'une référence au musée de Dundo en Angola où les spécimens types sont archivés .
Son épithète spécifique, du latin bi, « deux », et dentatus, « dent », fait référence aux deux rangées de dents bicuspidées.

## Publication originale
- Max Poll, « Contribution à la faune ichthyologique de l'Angola », Publicações Culturais, Companhia de Diamantes de Angola, Lisbonne, vol. 75,‎ 1967, p. 1-381 (ISSN 0870-614X).